# Caracazo
El Caracazo es el nombre de una serie de fuertes protestas, disturbios y saqueos en Venezuela que comenzaron el 27 de febrero de 1989 en Guarenas, se extendieron hasta Caracas y finalizaron el 8 de marzo del mismo año. Se iniciaron principalmente en respuesta a las medidas económicas anunciadas durante el gobierno de Carlos Andrés Pérez, las cuales incluían un incremento de la gasolina y del costo del transporte urbano.
Se suspendieron las garantías constitucionales.El saldo de muertes empezó el 27 de febrero, cuando fuerzas de seguridad de la Policía Metropolitana, Fuerzas Armadas del Ejército y de la Guardia Nacional salieron a las calles a controlar la situación. Aunque las cifras oficiales reportan 276 muertos, algunos reportes extraoficiales hablan de más de 3000 fallecidos. Hasta ese momento Venezuela había sido uno de los países más estables de Latinoamérica.

## Antecedentes y causas
La economía venezolana entró en crisis a raíz del endeudamiento en el que incurrió el país después del boom petrolero en los 70 con una economía inestable debido a su dependencia a los precios fluctuantes del petróleo. A partir de la caída del precio del petróleo comenzó una ralentización económica paulatina mientras el Estado venezolano aumentaba sus gastos. Esto causó una devaluación de la moneda en 1983. A partir de entonces las políticas económicas de los gobiernos de Luis Herrera Campíns y Jaime Lusinchi no fueron capaces de frenar las espirales inflacionarias, generando desconfianza en las inversiones y pérdida de credibilidad en la moneda nacional. Algunas de las políticas que emplearon estos gobernantes para frenar los efectos estructurales fueron controles de cambio a través de RECADI y un control de precios, medidas que devinieron en corrupción administrativa y mercados negros de divisas y bienes. Sin embargo, la quiebra estructural del mercado interno generó una escasez gradual.
El Marzo merideño fueron una serie de disturbios civiles iniciados el 13 de marzo de 1987 en la ciudad de Mérida a raíz del asesinato del estudiante universitario Luis Carvallo Cantor, muchos lo consideran un antecedente directo del Caracazo. En 1988 resulta electo Carlos Andrés Pérez en los comicios del 4 de diciembre con 3 879 024 votos, 52,91 % de los sufragantes. Con este gran respaldo electoral, el gobierno de Pérez planteó una serie de medidas económicas liberalizadoras, tanto de la producción como en los precios de los bienes, proponiendo una progresiva desregulación a través del programa de ajustes macroeconómicos preconizado por el Fondo Monetario Internacional (FMI), al que se le llamó "Paquete Económico", también conocido como El Gran Viraje. 
Se anunciaron medidas de aplicación inmediata y otras de aplicación gradual en plazos breves. El paquete comprendía decisiones sobre política cambiaria, deuda externa, comercio exterior, sistema financiero, política fiscal, servicios públicos y política social.
Las principales medidas anunciadas fueron:
- Someterse a un programa bajo supervisión del Fondo Monetario Internacional con el fin de obtener aproximadamente 4500 millones de dólares en los 3 años siguientes.
- Liberación de las tasas de interés activas y pasivas en todo el sistema financiero hasta un tope temporal fijado en alrededor del 30 %.
- Unificación cambiaria con la eliminación de la tasa de cambio preferencial.
- Determinación de la tasa de cambio en el mercado libre de divisas y realización de todas las transacciones con el exterior a la nueva tasa flotante.
- Liberación de los precios de todos los productos a excepción de 18 renglones de la cesta básica.
- Anuncio del incremento no inmediato, sino gradual, de las tarifas de servicios públicos como teléfono, agua potable, electricidad y gas doméstico.
- Aumento anual en el mercado nacional, durante 3 años, de los precios de productos derivados del petróleo, con un primer aumento promedio del 100 % en el precio de la gasolina.
- Aumento inicial de las tarifas del transporte público en un 30 %.
- Aumento de sueldos en la administración pública central entre el 5 y el 30 % e incremento del salario mínimo.
- Eliminación progresiva de los aranceles a la importación.
- Reducción del déficit fiscal a no más del 4 % del producto territorial bruto.
- Congelación de cargos en la administración pública.

A solo pocas semanas de asumir el gobierno, el entonces presidente Pérez, se decide poner en práctica de manera inmediata el paquete de ajustes y de medidas económicas, financieras y fiscales. El 26 de febrero el Ministerio de Energía y Minas anuncia el alza en 30% de los precios de la gasolina y el incremento de las tarifas del transporte público urbano e interurbano también en un 30% a partir del 27 de febrero, válido para los 3 meses siguientes, después de los cuales podrían aumentarse hasta el 100%.

## Disturbios

Saqueadores corriendo con bienes robados

Los disturbios se iniciaron en Guarenas (ciudad ubicada a 25 km al este de Caracas), inicialmente en forma de protestas, la mañana del 27 de febrero de 1989 cuando comenzó a haber problemas de transporte hacia la capital, Caracas. En un principio parecía una protesta de los usuarios por la subida del precio del transporte y de los transportistas porque esa subida les parecía escasa. Con una rapidez sorprendente, lo que comenzó como una protesta focalizada en una pequeña ciudad, en cuestión de horas se transformó en una ola de vandalismo, violencia y saqueo a nivel nacional. Los canales de televisión transmitían en vivo los hechos, al principio en los sectores populares se veían protestas pacíficas. Incluso existen videos en los que se ve a la policía metropolitana intentando poner orden a los saqueos para evitar la violencia.

Nubes de humo de incendios en Caracas

En horas de la tarde, había problemas en casi todos los barrios populares y urbanizaciones de Caracas, los comercios habían cerrado y el transporte público no prestaba servicio. En los días siguientes, los medios de comunicación mostraron imágenes que permitieron ver la magnitud de los saqueos. 

Protestas también se originaron en otras ciudades como La Guaira, San Cristóbal, Maracay, Valencia, Barquisimeto, Mérida y Ciudad Guayana. Desbordado por los saqueos, el Gobierno declaró el toque de queda, militarizó las ciudades principales y controló la ola de vandalismo. En la ciudad de Caracas se activó el Plan Ávila, el cual confería al Ejército la custodia de la ciudad, habilitándolos para el uso de armas de guerra al momento de contener el motín, los saqueos y el vandalismo. Carlos Andrés Pérez, ordenó la suspensión de las garantías constitucionales y el toque de queda, cuyo horario fue establecido de 6:00 am a 6:00 pm.

Multitudes reunidas durante disturbios

Hubo un número desconocido de muertos, algunos organismos de Derechos Humanos hablan de miles. Hubo también enormes pérdidas materiales y miles de heridos. El Comité de Familiares de las Víctimas (COFAVIC) determinó con identificación exacta de las víctimas (cédula de identidad, nombre y apellido, circunstancias de la muerte) un número de 380 que siempre se consideró parcial (la lista fue entregada al Ministerio Público). La represión fue especialmente dura en la Universidad Central de Venezuela, así como en los barrios pobres de la capital.
El 2 de marzo de 1989, cuatro días después de iniciado el motín, fue fundado bajo la coordinación de Enrique Ochoa Antich, exdiputado y para entonces Coordinador del Comité para los Derechos Humanos, a las puertas de la morgue de la ciudad el Comité por los Desaparecidos y las Víctimas Inocentes que luego cambiaría su nombre por el de COFAVIC (Comité de los Familiares de las Víctimas). Fue este Comité el que informó a los medios nacionales e internacionales de las dimensiones de la supuesta violación masiva y sistemática de los derechos humanos por parte del Estado venezolano durante los sucesos.

### Acusación de ser un evento planificado
Durante muchos meses se discutió cómo pudo acontecer algo tan violento en Venezuela. Parecía que había sido un movimiento provocado. Según el General (r) Carlos Peñaloza Zambrano, en su libro "El Delfín de Fidel", agentes cubanos pudieron haber entrado a Venezuela durante la segunda toma de posesión de Carlos Andrés Pérez, a la cual atendió Fidel Castro, y pudieron haber esperado que ocurriera inestabilidad en Venezuela para exacerbar tensiones políticas.  Señaló que el mandatario cubano ayudó con armas y asesoramiento a izquierdistas venezolanos en los preparativos del Caracazo, diciendo que «llegaron en tres aviones de Cuba y entraron por la rampa presidencial, pero debido a las coordinaciones con los agentes del alto gobierno, la comitiva y los pesados cajones pasaron sin revisión en el aeropuerto». Aunque la autoridades de la época no denunciaron nada similar a dicha hipótesis, no hay reseñas de medios de lo que habría constituido está grave denuncia, no fue suficientemente probada en el libro y surgió 25 años después de los sucesos con la publicación del libro en 2014.

## Participantes principales
Entre las personas que actuaron durante los sucesos se encuentran:
- Carlos Andrés Pérez,  Presidente de Venezuela por Acción Democrática (febrero de 1989 - mayo de 1993), Comandante en jefe de las Fuerzas Armadas, gobernante durante los hechos.
- Gral. de División (Ej) Ítalo del Valle, Ministro de la Defensa. Citado en calidad de Imputado por el Ministerio público para el 22 de junio de 2009.
- Gral. de División (Ej) José María Troconis Peraza Comandante del Ejército (junio de 1988 - junio de 1989)
- Alejandro Izaguirre Angeli, Ministro de Relaciones Interiores.
- Virgilio Ávila Vivas, Gobernador del Distrito Federal (2 de febrero de 1989 - enero de 1992) designado por el presidente Pérez.
- Gral. Manuel Antonio Gil, Comando Estratégico del Ejército
- Gral. Manuel Heinz Azpúrua, para el momento de los hechos, era Jefe del Comando Estratégico del Ejército, posteriormente fue Director de la Dirección de los Servicios de Inteligencia y Prevención (Disip). Imputado por el Ministerio Público el mes de junio de 2009.
- Gral. (GN) Freddy Maya Cardona, Comandante del Regional 5 de la Guardia Nacional.
- Reinaldo Figueredo Planchart, Ministro de la Secretaría de la Presidencia.
- Gral. Humberto Rumbos, jefe de la Casa Militar.
- Mayor. Felipe Acosta Carlés, miembro de la logia militar MBR 200, murió en El Valle mientras dirigía la represión en esa zona de Caracas.
- Miguel Rodríguez Fandeo, Ministro de Cordiplan (Oficina Central de Coordinación y Planificación de la Presidencia), responsable de la planificación económica.

## Consecuencias
El Caracazo fue una de las consecuencias y agravantes de la inestabilidad política que vivía Venezuela desde el comienzo de la crisis económica e institucional. El programa de gobierno fue modificado tras los hechos; Carlos Andrés Pérez convocó un Consejo Consultivo en el que estuvo también la oposición, en un intento de reconducir la situación social de Venezuela. El 7 de marzo se decreta la liberación de precios. Se acelera el proceso de descentralización con la primera elección directa de Gobernadores y Alcaldes celebrada en diciembre de 1989, lo cual permite un respiro democrático.
El clima de descontento popular agravado por el Caracazo fue seguido en 1992 por dos intentos de golpe de estado: uno en febrero y otro en noviembre. Se trataba de una logia conspirativa que venía operando en el ejército desde 1982 y que ya tuvo un intento de golpe también frustrado en octubre de 1988. La creciente desaprobación de la gestión del presidente Carlos Andrés Pérez, la ruptura con el partido Acción Democrática, la falta de nuevos liderazgos, la corrupción de la clase política y del bipartidismo tradicional, junto con el paquete de medidas aplicado hicieron propicio el momento para las intentonas golpistas que el presidente Pérez logró frustrar.
En marzo de 1993 el Presidente Carlos Andrés Pérez fue acusado oficialmente de corrupción y apartado del cargo, asumiendo la presidencia por designación del Congreso Nacional (Actual Asamblea Nacional) Ramón J. Velásquez, quien fue sucedido por Rafael Caldera tras las elecciones de 1993. El teniente coronel Hugo Chávez, uno de los líderes de la primera intentona golpista de 1992, fue encarcelado y luego sobreseído su caso por el presidente Rafael Caldera. Restituido en sus derechos políticos, el coronel se presentó posteriormente a las elecciones de 1998 donde obtuvo la victoria apoyándose en el descontento y frustración de los venezolanos del momento.

Respuesta militar a los saqueos.

### Muertes
Según la cifra oficial emanada por el gobierno de Carlos Andrés Pérez, los sucesos de febrero y marzo de 1989 dejaron un saldo de 276 muertos, numerosos lesionados, varios desaparecidos y cuantiosas pérdidas materiales. Sin embargo, estos números de víctimas quedaron desvirtuados por la posterior aparición de fosas comunes como La Peste, a consecuencia de una solicitud a los tribunales de Enrique Ochoa Antich Coordinador General del Comité de Familiares de las Víctimas, en el Cementerio General del Sur, donde aparecieron otros 68 cuerpos sin identificar, fuera de la lista oficial. “Nunca pudo conocerse la cifra exacta de civiles muertos en estos sucesos”, según se cita en el portal del Comité de Familiares de las Víctimas (Cofavic), de los sucesos ocurridos entre el 27 de febrero y los primeros días de marzo de 1989. En esta organización no gubernamental solo se reunieron 42 familiares de fallecidos y desaparecidos y otras tres víctimas que quedaron incapacitadas, no obstante, la cantidad de civiles masacrados el 27 de febrero y los días posteriores es difícil de calcular. De hecho, se habla de entre 2.000 y 3.000 personas asesinadas, aunque el entonces ministro Ítalo del Valle contaba poco más de 300. En el libro Desaparición Forzada, sus autores, Yahvé Álvarez y Oscar Battaglini, señalan que las acciones por parte del gobierno de Carlos Andrés Pérez el 27 de febrero alcanzan proporciones que las acercan al más brutal genocidio de la historia venezolana. Un fallo de la Corte Interamericana de los Derechos Humanos, 10 años después de la masacre al pueblo venezolano, ordenó al Estado venezolano indemnizar a los familiares de 45 personas asesinadas durante la revuelta social, todas representadas por Cofavic.

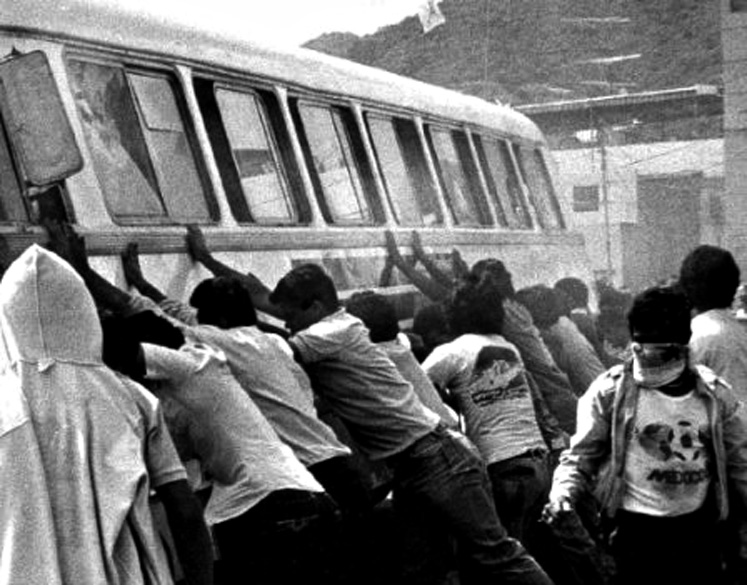
Terminal de Guarenas.

### Pérdidas materiales
- Pérdidas Materiales: Negocios asegurados en Caracas: Bs. 3.073.862.416,03. Negocios no asegurados en Caracas: Se estiman más de 3 mil millones de Bolívares de la época.

- Locales Saqueados en Caracas: 900 Bodegas, 131 Abastos, 95 Ferreterías, 62 Papelerías, 850 Negocios de Mercancía en General. En la Pastora sólo quedó en pie el Abasto "El Guanábano", gracias a la protección de la Catequista "Alicia de Luis Ramos" y su hijo "Juan Miguel Luis Ramos"

- Incendios en Caracas: 154

### Consecuencias legales
En Venezuela no hubo consecuencias jurídicas relevantes de tipo penal, civil, o políticas por estos hechos que se mantuvieron en la impunidad desde 1989 hasta 1998.
El expresidente Carlos Andrés Pérez buscó y ganó en 1998 un curul en el senado para evadir las consecuencias jurídicas de los hechos por los que había sido destituido, ninguno de ellos, referidos al "Caracazo".
La Corte Interamericana de Derechos Humanos condenó la actuación del gobierno. El Estado se comprometió a indemnizar a las víctimas, hecho cumplido parcialmente en el año 2004 con aquellas víctimas representadas por la organización de derechos humanos Cofavic.[cita requerida]
En agosto de 2009, el ministro de Defensa, Ítalo del Valle, fue imputado en relación con el Caracazo. En julio de 2010, el Tribunal Supremo de Justicia de Venezuela revocó una sentencia del tribunal de apelación que había declarado el caso prescrito.
En septiembre de 2009, la Fiscalía General de Venezuela, encabezada por la Fiscal General Luisa Ortega Díaz, solicitó a Interpol una orden de captura internacional contra Carlos Andrés Pérez, entonces exiliado en Estados Unidos.

## En la cultura popular
- En 2005 se estrenó en los cines venezolanos "El Caracazo", una película dirigida por Román Chalbaud, cuyo argumento está basado en los sucesos del mismo.
- La banda de rock venezolana La Vida Bohème también ha cantado sobre el Caracazo.[18]